# Lucy Rose
Lucy Rose Parton (Camberley, Inglaterra, Reino Unido; 20 de junio de 1989) es una cantautora, compositora y música británica que saltó a la fama con su disco Like I Used To.

## Biografía
Lucy Rose Parton creció en Warwickshire, aprendiendo a tocar el piano y a componer algunas de sus propias canciones en la casa de sus padres. Durante su infancia se encargó de tocar los timbales en la orquesta de la escuela. A los 16 años compró una guitarra, aprendiendo por sí sola a tocarla. De acuerdo con una entrevista, sus influencias musicales están conformadas por artistas como Neil Young y Joni Mitchell. A la edad de 18 años conoció a Jack Steadman, líder de la banda de folk Bombay Bicycle Club, quién la contrató como corista. A partir de entonces empezó a publicar sus vídeos en YouTube.
Rose firmó un contrato con Columbia Records en 2011. Para su primer álbum volvió a la casa de sus padres y grabó gran parte del álbum en el sótano del hogar junto al productor Charlie Hugall. El álbum fue lanzado el 24 de septiembre de 2012, poniéndolo a la venta en CD y en descarga digital. El 12 de julio de 2013 participó como telonera para la actuación de Elton John en Hyde Park. También apareció en los grandes festivales del Reino Unido, entre ellos el Festival de Glastonbury.
Su segundo álbum Work It Out fue lanzado por Columbia Records el 6 de julio de 2015. Su tercero álbum Something's Changing fue publicado el 7 de julio del 2017 nuevamente por Columbia Records.

## Discografía

### Álbumes
| Título                         | Detalles del álbum                                                                                                  | Clasificación en las listas | Clasificación en las listas |
| Título                         | Detalles del álbum                                                                                                  | UK                          | IRE                         |
| ------------------------------ | --- | --------------------------- | --------------------------- |
| Like I Used To                 | - Lanzamiento: 24 de septiembre de 2012 - Discográfica: Columbia, Sony Music - Formato: Descarga digital, CD,vinilo | 13                          | 90                          |
| Work It Out                    | - Lanzamiento: 13 de julio de 2015 - Discográfica: Columbia, Sony Music - Formato: Descarga digital, CD,vinilo      | 9                           | -                           |
| Something's Changing           | - Lanzamiento: 7 de julio de 2017 - Discográfica: Communion Records - Formato: Descarga digital, CD,vinilo          | 34                          | -                           |
| Something's Changing (Remixes) | - Lanzamiento: 6 de julio de 2018 - Discográfica: Communion Records - Formato: Descarga digital                     | -                           | -                           |
| No Words Left                  | - Lanzamiento: 22 de marzo de 2019 - Discográfica: Communion Records - Formato: Descarga digital, CD,vinilo         | 38                          | -                           |

### Álbumes en vivo
| Título                 | Detalles del álbum                                                                                         | Clasificación en las listas | Clasificación en las listas |
| Título                 | Detalles del álbum                                                                                         | UK                          | IRE                         |
| ---------------------- | --- | --------------------------- | --------------------------- |
| Live at Urchin Studios | - Lanzamiento: 9 de diciembre de 2016 - Discográfica: Rose Records - Formatos: Digital download, CD, vinyl | —                           | —                           |

### Sencillos
| Año  | Sencillo                               | Álbum                          |
| ---- | -------------------------------------- | ------------------------------ |
| 2011 | "Middle of the Bed"                    | Like I Used To                 |
| 2011 | "Scar"                                 | Like I Used To                 |
| 2012 | "Red Face"                             | Like I Used To                 |
| 2012 | "Lines"                                | Like I Used To                 |
| 2012 | "Bikes"                                | Like I Used To                 |
| 2013 | "Shiver"                               | Like I Used To                 |
| 2015 | "Our Eyes"                             | Work It Out                    |
| 2015 | "Like an Arrow"                        | Work It Out                    |
| 2015 | "Till the End"                         | Work It Out                    |
| 2015 | "Nebraska"                             | Work It Out                    |
| 2017 | "Floral Dresses"(featuring The Staves) | Something's Changing           |
| 2017 | "Is This Called Home"                  | Something's Changing           |
| 2017 | "No Good at All"                       | Something's Changing           |
| 2017 | "End Up Here"                          | Sencillo sin álbum             |
| 2018 | "All That Fear"                        | Sencillo sin álbum             |
| 2018 | "Intro (Chartreuse Remix)"             | Something's Changing (Remixes) |
| 2018 | "Soak It Up (JAWS Remix)"              | Something's Changing (Remixes) |
| 2018 | "Morai (Liz Lawrence Remix)"           | Something's Changing (Remixes) |
| 2018 | "Second Chance (Fryars Remix)"         | Something's Changing (Remixes) |
| 2018 | "Is This Called Home (Anatole Remix)"  | Something's Changing (Remixes) |
| 2018 | "All That Fear (Otzeki Remix)"         | Something's Changing (Remixes) |
| 2019 | "Conversation"                         | No Words Left                  |